# Henryk Borek
Henryk Borek (ur. 13 stycznia 1929 w Jędrysku, zm. 6 grudnia 1986 w Opolu) – polski filolog polski, specjalizujący się w językoznawstwie oraz historii kultury i języka polskiego, nauczyciel akademicki związany z Wyższą Szkołą Pedagogiczną w Opolu.

## Życiorys
Urodził się w 1929 w Jędrysku, wsi położonej w powiecie tarnogórskim. Ukończył Liceum Ogólnokształcące Męskie w Tarnowskich Górach, po czym studiował polonistykę na Uniwersytecie Jagiellońskim w Krakowie. Należał do uczniów prof. Stanisława Rosponda i Witolda Taszyckiego. Po otrzymaniu tytułu magistra polonistyki zamieszkał w Opolu, gdzie podjął pracę jako nauczyciel języka polskiego w liceum ogólnokształcącym. 1 września 1955 roku został zatrudniony w Katedrze Języka Polskiego opolskiej WSP. Na uczelni tej zrobił błyskotliwą karierę, będąc jej pierwszym doktorantem. Przeszedł tam ponadto przez wszystkie szczeble kariery zawodowej, w 1960 – uzyskał stopień doktora nauk humanistycznych, w 1967 – habilitował się, w 1973 – Rada Państwa nadała mu tytuł naukowy profesora nadzwyczajnego, a w 1982 – profesora zwyczajnego.
Był jednym z najwybitniejszych polskich onomastów. Był bardzo płodny naukowo oraz aktywny. Recenzował wiele prac, angażował się społecznie i należał do jednych z pierwszych osób, które podjęły starania o utworzenie w Opolu uniwersytetu. W kierowanej przez siebie katedrze skupił wielu zdolnych asystentów i adiunktów, doprowadzając do tego, iż opolska polonistyka stała się czołowym ośrodkiem językoznawczym w kraju. Zmarł niespodziewanie w Opolu w 1986 roku.

## Publikacje
Do głównych jego publikacji należą:
- Język Adama Gdaciusa: przyczynek do dziejów polszczyzny śląskiej, wyd. Ossolineum, Wrocław 1962.
- Zachodniosłowiańskie nazwy toponimiczne z formantem -ьn-, Wrocław, 1968.
- Dwudziestolecie Wyższej Szkoły Pedagogicznej w Opolu 1950-1970. Księga pamiątkowa, wyd. PWN, Opole 1970.
- Opolszczyzna w świetle nazw miejscowych, wyd. IŚ, Warszawa 1972.
- Nazwiska mieszkańców Bytomia od końca XVI wieku do roku 1740. Studium nazewnicze i społeczno-narodowościowe, wyd. PWN, Warszawa 1976.
- Hydronimia Odry : wykaz nazw w układzie hydrograficznym, wyd. Instytut Śląski w Opolu, Opole 1983 (redaktor).
- Słownik etymologiczny nazw geograficznych Śląska, wyd. PWN, Warszawa-Wrocław 1985.
- Wśród śląskich nazw, wyd. Instytut Śląski w Opolu, Opole 1986.
- Górny Śląsk w świetle nazw miejscowych, wyd. Instytut Śląski w Opolu, Opole 1988.

## Odznaczenia i nagrody
- Krzyż Komandorski Orderu Odrodzenia Polski
- Krzyż Kawalerski Orderu Odrodzenia Polski
- Złoty Krzyż Zasługi
- Srebrny Krzyż Zasługi
- Medal Komisji Edukacji Narodowej
- Odznaka tytułu honorowego „Zasłużony Nauczyciel Polskiej Rzeczypospolitej Ludowej”
- Odznaka „Zasłużony Działacz Kultury”
- Nagroda Województwa Opolskiego I stopnia (1975)
- Nagrody resortowe III stopnia (1968, 1972), II stopnia (1984)